# Amnesicoma albiseriata
Amnesicoma albiseriata là một loài bướm đêm trong họ Geometridae.